# Эквадор на летних Олимпийских играх 2012
Эквадор на летних Олимпийских играх 2012 будет представлен как минимум в восьми видах спорта.

## Результаты соревнований

### Бокс
Спортсменов — 7
Мужчины
| Соревнование | Спортсмены     | Первый раунд                     | Второй раунд                      | Четвертьфинал        | Полуфинал            | Финал                |
| Соревнование | Спортсмены     | Соперник Результат               | Соперник Результат                | Соперник Результат   | Соперник Результат   | Соперник Результат   |
| ------------ | -------------- | -------------------------------- | --------------------------------- | -------------------- | -------------------- | -------------------- |
| до 49 кг     | Карлос Кипо    | Хосе де ла Ньеве (ESP) В 14-11   | Кеу Понгпраюн (THA) П 6-10        | Завершил выступление | Завершил выступление | Завершил выступление |
| до 64 кг     | Андерсон Рохас | Уктамжон Рахмонов (UZB) П 10-16  | Завершил выступление              | Завершил выступление | Завершил выступление | Завершил выступление |
| до 69 кг     | Карлос Санчес  | Адам Нолан (IRL) П 8-14          | Завершил выступление              | Завершил выступление | Завершил выступление | Завершил выступление |
| до 75 кг     | Марло Дельгадо | Александр Дреновак (SRB) П 12-13 | Завершил выступление              | Завершил выступление | Завершил выступление | Завершил выступление |
| до 81 кг     | Карлос Гонгора | Ватан Гусейнли (AZE) В 9-8       | Адильбек Ниязымбетов (KAZ) П 5-13 | Завершил выступление | Завершил выступление | Завершил выступление |
| до 91 кг     | Хулио Кастильо |                                  | Сергей Корнеев (BLR) П 12-21      | Завершил выступление | Завершил выступление | Завершил выступление |
| свыше 91 кг  | Итало Переа    |                                  | Роберто Каммарелле (ITA) П 10-18  | Завершил выступление | Завершил выступление | Завершил выступление |

### Борьба
Мужчины
Греко-римская борьба
| Соревнование | Спортсмены | Первый раунд       | Второй раунд       | Четвертьфинал      | Полуфинал          | Финал              |
| Соревнование | Спортсмены | Соперник Результат | Соперник Результат | Соперник Результат | Соперник Результат | Соперник Результат |
| ------------ | ---------- | ------------------ | ------------------ | ------------------ | ------------------ | ------------------ |
| до 66 кг     |            |                    |                    |                    |                    |                    |

Женщины
| Соревнование | Спортсменки | Первый раунд       | Второй раунд       | Четвертьфинал      | Полуфинал          | Финал              |
| Соревнование | Спортсменки | Соперник Результат | Соперник Результат | Соперник Результат | Соперник Результат | Соперник Результат |
| ------------ | ----------- | ------------------ | ------------------ | ------------------ | ------------------ | ------------------ |
| до 55 кг     |             |                    |                    |                    |                    |                    |

### Велоспорт

#### Шоссейный велоспорт
Мужчины
| Соревнование    | Спортсмены | Время | Место |
| --------------- | ---------- | ----- | ----- |
| групповая гонка |            |       |       |

### Гребля на байдарках и каноэ

#### Гребля на гладкой воде
Мужчины
| Соревнование | Спортсмены      | Предварительный этап | Предварительный этап | Полуфиналы | Полуфиналы | Финал | Финал |
| Соревнование | Спортсмены      | Время                | Место                | Время      | Место      | Время | Место |
| ------------ | --------------- | -------------------- | -------------------- | ---------- | ---------- | ----- | ----- |
| Б-1, 200 м   | Сесар де Сесаре |                      |                      |            |            |       |       |

### Дзюдо
Женщины
| Соревнование | Спортсменка | Предварительный раунд | 1/32               | 1/16               | Четвертьфиналы     | Полуфиналы         | Финал              | Первый утешительный раунд | Утешительный четвертьфинал | Утешительный полуфинал | За 3 место Финал   |
| Соревнование | Спортсменка | Соперник Результат    | Соперник Результат | Соперник Результат | Соперник Результат | Соперник Результат | Соперник Результат | Соперник Результат        | Соперник Результат         | Соперник Результат     | Соперник Результат |
| ------------ | ----------- | --------------------- | ------------------ | ------------------ | ------------------ | ------------------ | ------------------ | ------------------------- | -------------------------- | ---------------------- | ------------------ |
| до 63 кг     |             |                       |                    |                    |                    |                    |                    |                           |                            |                        |                    |

### Конный спорт

#### Троеборье
| Соревнование | Спортсмены | Манежная езда | Манежная езда | Кросс     | Кросс | Конкур    | Конкур | Финальный конкур | Финальный конкур | Всего     | Всего |
| Соревнование | Спортсмены | Результат     | Место         | Результат | Место | Результат | Место  | Результат        | Место            | Результат | Место |
| ------------ | ---------- | ------------- | ------------- | --------- | ----- | --------- | ------ | ---------------- | ---------------- | --------- | ----- |
| Индивид.     |            |               |               |           |       |           |        |                  |                  |           |       |

### Лёгкая атлетика
Мужчины
| Дисциплина      | Спортсмен | Предварительный раунд | Предварительный раунд | Четвертьфиналы | Четвертьфиналы | Полуфиналы | Полуфиналы | Финал     | Финал |
| Дисциплина      | Спортсмен | Результат             | Место                 | Результат      | Место          | Результат  | Место      | Результат | Место |
| --------------- | --------- | --------------------- | --------------------- | -------------- | -------------- | ---------- | ---------- | --------- | ----- |
| 200 м           |           |                       |                       |                |                |            |            |           |       |
| 10 000 м        |           |                       |                       |                |                |            |            |           |       |
| ходьба на 20 км |           |                       |                       |                |                |            |            |           |       |
| ходьба на 50 км |           |                       |                       |                |                |            |            |           |       |
| прыжки в высоту |           |                       |                       |                |                |            |            |           |       |

Женщины
| Дисциплина | Спортсменка | Предварительный раунд | Предварительный раунд | Четвертьфиналы | Четвертьфиналы | Полуфиналы | Полуфиналы | Финал     | Финал |
| Дисциплина | Спортсменка | Результат             | Место                 | Результат      | Место          | Результат  | Место      | Результат | Место |
| ---------- | ----------- | --------------------- | --------------------- | -------------- | -------------- | ---------- | ---------- | --------- | ----- |
| марафон    |             |                       |                       |                |                |            |            |           |       |

### Тяжёлая атлетика
Спортсменов — 4
Мужчины
| Категория | Спортсмен    | Вес    | Рывок | Рывок | Рывок | Толчок | Толчок | Толчок | Всего | Место |
| Категория | Спортсмен    | Вес    | 1     | 2     | 3     | 1      | 2      | 3      | Всего | Место |
| --------- | ------------ | ------ | ----- | ----- | ----- | ------ | ------ | ------ | ----- | ----- |
| до 105 кг | Хорхе Арройо | 103.96 | 175   | 180   | 185   | 200    | 200    | 208    | 385   | 8     |

Женщины
| Категория   | Спортсмен         | Вес   | Рывок | Рывок | Рывок | Толчок | Толчок | Толчок | Всего | Место |
| Категория   | Спортсмен         | Вес   | 1     | 2     | 3     | 1      | 2      | 3      | Всего | Место |
| ----------- | ----------------- | ----- | ----- | ----- | ----- | ------ | ------ | ------ | ----- | ----- |
| до 58 кг    | Алехандра Эскобар | 57.48 | 100   | 100   | 103   | 123    | 127    | 127    | 226   | 9     |
| до 69 кг    | Роса Тенорио      | 68.72 | 95    | 95    | 100   | 115    | 115    | 120    | 210   | 11    |
| свыше 75 кг | Олиба Ньеве       | 97.43 | 113   | 117   | 120   | 138    | 138    | 142    | 255   | 8     |